# Blutrache (1941)
Blutrache (Originaltitel: The Corsican Brothers) ist ein US-amerikanischer Abenteuerfilm aus dem Jahr 1941 von Regisseur Gregory Ratoff, in dem Douglas Fairbanks junior die Doppelrolle des korsischen Zwillingspaars Mario und Lucien Franchi spielt. Die weiteren Hauptrollen sind mit Ruth Warrick als Gräfin Isabelle Gravini, in die sich beide Brüder verlieben, und Akim Tamiroff als machtgierigem, brutalen Baron Colonna besetzt.
Das Drehbuch beruht auf einer freien Adaption des Romans Les frères Corses (dt. Die korsischen Brüder) des französischen Schriftstellers Alexandre Dumas d. Ä., erstmals erschienen 1841 in Brüssel.

## Handlung
Graf Victor Franchi ist das Haupt der angesehensten Familie auf Korsika. Er ist an diesem Tag besonders glücklich, da seine Frau in den Wehen liegt und er sich auf den lang ersehnten Stammhalter freut. Aus diesem Anlass sind so gut wie alle Familienmitglieder auf seinem Anwesen versammelt. Wie sollte er auch ahnen, dass sein erbitterter Widersacher, der machtgierige, brutale Baron Colonna seine Sippe um sich versammelt hat, und eine gute Gelegenheit wittert, alle Franchis auf einen Schlag auszurotten. Mit Hilfe von Dr. Enrico Paoli, der zum Freundeskreis der Franchis zählt, entbindet die Gräfin siamesische Zwillinge. Gerade als der Arzt mit Victor Franchi die Risiken einer Trennung der Zwillinge, wie vom Vater dringend gewünscht, bespricht, greift Colonna mit seinen Helfershelfern das Schloss und seine Insassen an und metzelt die gesamte Familie nieder, die völlig ahnungslos kaum imstande ist, Gegenwehr zu leisten. Zum Schluss dieser unseligen Tat wird auch noch das Schloss niedergebrannt.
Einzig Dr. Paoli gelingt es, mit den Zwillingen zu entkommen, wobei ihm Lorenzo, ein Diener der Familie Franchi, behilflich ist. Dr. Paoli versteckt die Kinder erst einmal bei alten Freunden der Franchis, dem französischen Ehepaar Dupré, das sich gerade auf der Insel aufhält. Paoli entschließt sich, die Zwillinge zu operieren, und tatsächlich glückt die Trennung auch. Um die Kinder keiner erneuten Gefahr auszusetzen, entschließt man sich, sie getrennt aufwachsen zu lassen, damit Colonna glaube, dass auch sie der Feuersbrunst zum Opfer gefallen sind. Mario wird von den reichen Duprés adoptiert und mit nach Paris genommen, während sein Zwillingsbruder Lucien bei Lorenzo bleibt, der ihn in der Wildnis der korsischen Berge völlig frei großzieht.
Obwohl die Zwillinge nichts voneinander wissen, muss sich Lucien, je älter er wird, immer wieder mit seltsamen Gefühlsregungen und unerklärlichen Schmerzen auseinandersetzen. Als er zwanzig Jahre alt ist, sieht es so aus, als würde er der Anführer einer Bande von Banditen, während Mario, der völlig konträr aufgewachsen ist, sich zu einem gebildeten jungen Mann aus bestem Hause entwickelt hat. Eines Abends lernt er während eines Besuchs in der Oper die junge Komtesse Isabelle Gravini kennen und verliebt sich auf der Stelle in sie, deren Heimat Korsika ist. Als er sie wenig später vor den unerwünschten Annäherungsversuchen eines Marquis beschützt und in einen schmerzhaften Zweikampf verwickelt wird, fühlt Lucien in Korsika die Schmerzen, die seinem Bruder, von dem er nichts weiß, zugefügt werden, als habe man sie ihm zugefügt.
An ihrem 21. Geburtstag beschließt Dr. Paoli die Zwillinge wieder zu vereinen und sie darüber aufzuklären, welch tragische Geschichte hinter ihrer Trennung steht. An der Ruine des einstigen Stammsitzes der Franchis erzählt er ihnen vom grausamen Schicksal ihrer Eltern und weiteren Verwandten. Die Brüder schwören an deren Grab, dass sie nicht eher ruhen werden, bis sie Colonna heimgezahlt haben, was er ihrer Familie angetan hat.
Colonna ist inzwischen der unumschränkte Herrscher auf Korsika. Als in der nun folgenden Zeit immer wieder Angehörige seiner Sippe einem geheimnisvollen jungen Anführer einer Banditenbande zum Opfer fallen, reagiert er zunehmend beunruhigter, zumal dieser junge Anführer zur selben Zeit an verschiedenen Orten gesehen wird. Allerdings können ihn diese Probleme nicht davon abhalten, um die Hand von Isabelle Gravini anzuhalten, die inzwischen aus Paris in ihre Heimat zurückgekehrt ist. Isabelles Vater will jedoch nicht, dass Colonna seine Tochter heiratet und bezahlt das mit dem Leben. Colonna meint, schneller an sein Ziel zu kommen, wenn Isabelle ohne männlichen Schutz dasteht. Kaum hat Mario erfahren, was passiert ist, ist er zur Stelle und nimmt Isabelle mit in die Berge und in Sicherheit. Lucien verliebt sich jedoch ebenfalls in die schöne junge Frau, was nicht ohne Auswirkungen auf das brüderliche Verhältnis bleibt. Lucien klagt sein Leid Dr. Paoli, und dass er das Gefühl habe, nur ein Spiegelbild seines Bruders zu sein. Der Arzt wird kurz darauf von Colonna und dessen Vetter Tomasso in die Mangel genommen, die ihre Vermutung bestätigt wissen wollen, dass die Franchi-Zwillinge noch am Leben sind.
Als Lucien Isabelle am nächsten Tag seine Liebe gesteht und sie bedrängt, entschließt sie sich, beide Brüder zu verlassen. Bei ihrer Flucht gerät sie jedoch erneut in Colonnas Hände. Als Mario sie dort – informiert durch eine Brieftaube von Colonna – ein zweites Mal befreien will, wird er von Colonnas Schergen gefasst und im Beisein Dr. Paolis von Colonna und Tomasso gefoltert. Man will ihm den Aufenthaltsort seines Zwillingsbruders entlocken. Dem Arzt gelingt es, Mario während einer Ohnmacht mittels eines Giftes in einen todesähnlichen Zustand zu versetzen, um ihn so davor zu schützen, dass man ihn zu Tode foltert. Lucien, der die Schmerzen seines Bruders gespürt hat, macht sich mit seinen Verbündeten auf zu Colonna. Doch bevor er ihn noch töten kann, wird er durch einen hinterhältigen Schuss in den Rücken selbst lebensgefährlich verletzt. Colonna ist sich schon sicher, nun auch den letzten Nachkommen der Franchis beseitigt zu haben, als Mario wie aus dem Nichts auftaucht und den grausamen Vollstrecker seiner Familie im Zweikampf tötet. Schnell wendet er sich sodann seinem im Sterben liegenden Bruder zu und beide versöhnen sich, bevor Lucien die Augen für immer schließt. Vor Mario liegt eine hoffentlich glücklichere Zukunft mit Isabelle.

## Produktion und Hintergrund
Die Fachzeitschrift der Filmindustrie The Hollywood Reporter berichtete, dass mögliche Drehorte auf Santa Catalina und in der Nähe von San Diego gescoutet wurden, nach militärischen Operationen auf San Clemente aber nicht mehr verfügbar waren. Gedreht wurde von Ende Juli bis Anfang September 1941.
Im Vorspann zum Film wird Korsika als Land bezeichnet, über dem der düstere Schatten der Vendetta liege, die das Land heimgesucht habe und das schreckliche Gesetz beinhalte, Leben gegen Leben sowie nicht endende Rache zwischen verfeindeten Familien. Laut Hollywood Reporter soll der Produzent Edward Small ursprünglich mit 20th Century Fox ausgehandelt haben, dass man ihm Fritz Lang für den Film ausleihe, außerdem wurde berichtet, dass Louis Hayward als Star gebucht sei, weiter war von einer Mitwirkung Albert Dekkers die Rede, der zu der Zeit bei Paramount Pictures unter Vertrag stand.
Richard Harland Smith bemerkte, schon seit Kain und Abel sei die Rivalität zweier Brüder ein beliebtes Thema, um Geschichten zu erzählen und Standard in der Literatur: Romulus und Remus; Der Prinz und der Bettelknabe; Biff und Happy Lohman, die Krays. Schon in den von den Brüdern Grimm gesammelten Märchen werde sich mit den zwei Seelen, die in eines Menschen Brust schlummern, auseinandergesetzt. Dumas’ Werk gelte zwar im Vergleich mit seinen langlebigen Werken Der Graf von Monte Christo und Die drei Musketiere weniger, sei aber bereits zehnmal für die Leinwand adaptiert worden, wobei die Version von Gregory Ratoff mit Douglas Fairbanks junior die sei, an die man sich am meisten erinnere.
Für seine Fechtszenen hatte Fairbanks extra einen Trainer, der auch darauf achtete, dass der Schauspieler in seiner Doppelrolle unterschiedlich agierte. Es wurde viel mit Doppelbelichtung und Rückprojektion gearbeitet. Ruth Warrick, Fairbanks Partnerin in diesem Film, die von RKO Pictures ausgeliehen worden war, und Fairbanks verstanden sich auch außerhalb der Dreharbeiten ausgezeichnet. Fairbanks äußerte nach Beendigung des Films, dass die Zusammenarbeit mit Warrick ein großer Spaß gewesen sei, und das, obwohl er während der Dreharbeiten mehrmals hohes Fieber gehabt habe.

## Kinostart und weitere Verfilmungen
Der Film kam am 18. Dezember 1941 als Weltpremiere in Washington, D.C. ins Kino, startete sodann zehn Tage später, am 28. November 1941, allgemein in den Kinos der USA, und wurde am 15. Januar 1942 in Los Angeles noch einmal eingeweiht. Am 21. Juni 1947 erfuhr er in den Kinos der USA eine Wiederaufführung. In der Bundesrepublik Deutschland kam er am 1. Juni 1948 unter dem Titel Blutrache ins Kino; als der Film später auf Video veröffentlicht wurde, trug er den Titel: Die korsischen Brüder. In Österreich lief er sowohl unter dem Titel Die korsischen Brüder, als auch unter dem Titel Vendetta. Veröffentlicht wurde er dort am 10. September 1948.
- Mexiko: 20. Februar 1942 unter dem Titel Los hermanos corsos
- Australien: 28. Mai 1942 unter dem englischen OT The Corsican Brothers
- Uruguay: 17. Juni 1942 unter dem Titel Los hermanos Corsos
- Schweden: 5. Oktober 1942 und Wiederaufführung 9. März 1959 unter dem Titel De korsikanska bröderna
- Portugal: 12. Januar 1943 unter dem Titel O Fatasma da Córsega
- Frankreich: 9. Oktober 1946 unter dem Titel Vendetta
- Japan: 12. Oktober 1947
- Dänemark: 29. November 1948 unter dem Titel De korsikanske brødre
- Italien: 3. März 1949 unter dem Titel I vendicatori
- Hongkong: 9. Juni 1949
- Finnland: 7. April 1950 unter dem Titel Korsikan veljekset
- Brasilien unter dem Titel Os Irmãos Corsos
- Spanien unter dem Titel Justicia corsa
- Griechenland unter den Titeln Adelfoi Korsikanoi sowie Korzikai testvérek

Weitere Verfilmungen, die auf dem gleichnamigen Roman von Alexandre Dumas d. Ä. beruhen:
- 1917: Les Frères corses, französischer Film von André Antoine mit Henry Krauss und Rose Dione
- 1920: The Corsican Brothers, US-amerik. Film von Colin Campbell u. Louis Gasnier mit Dustin Farnum
- 1953: Banditen von Korsika, US-amerik. Film von Ray Nazarro mit Richard Greene, Paula Raymond und Raymond Burr
- 1961: Die korsischen Brüder (I fratelli corsi), italienisch-französischer Film von Anton Giulio Majano mit Geoffrey Horne
- 1970: Die französische Revolution fand nicht statt, US-amerik. Film von Bud Yorkin mit Gene Wilder, Donald Sutherland, Hugh Griffith
- 1984: Cheech & Chong – Weit und breit kein Rauch in Sicht von und mit Tommy Chong und Cheech Marin.

## Kritik
Theodore Strauss von der New York Times bemängelte, dass das Drehbuch Dialoge hervorbringe, die dem Rokoko entsprungen sein könnten, so dick werde aufgetragen und so seien auch die Leistungen. Das führte zu dem Fazit: „Obwohl der Film das komfortable altmodische Aussehen eines Sofas von 1910 hat, ist das Gros seiner Spiralfederung gebrochen.“
Variety bezog sich auf das Vorwort im Film, worin das Publikum gewarnt werde, dass dies eine unglaubliche Geschichte sei, was der Film dann auch beweise. Das Drehbuch von George Bruce nach einer freien Adaption von Howard Estabrook sei gut geeignet, um die Actionszenen zu untermauern, die Dialoge und die Geschichte seien jedoch eher unmotiviert.
Auch Dennis Schwartz befand in einer sehr viel später erstellten Kritik, dass der Film im Hinblick auf die Actionszenen gut sei, der dialoglastige Teil jedoch eher schlecht. Auch das minimale Budget, das dem Film zur Verfügung gestanden habe, hinterlasse seine Spuren und gereiche dem Film zum Nachteil.
Kino.de befand: „Ein Mantel-und-Degen-Abenteuer vom Feinsten mit ausgezeichneten Spezialeffekten nach einem Roman von Alexandre Dumas. Kolorierter Schwarz-Weiß-Film.“
Für das Lexikon des internationalen Films handelte es sich um ein „plakativ inszeniertes Kostüm-Abenteuer“. Cinefacts Fazit lautete: „Toller Mantel-und-Degen-Film mit heißen Fechtduellen.“

## Auszeichnung
Dimitri Tiomkin war mit dem Film auf der Oscarverleihung 1943 für einen Oscar in der Kategorie „Beste Filmmusik“ nominiert, musste sich jedoch Max Steiner und der Literaturverfilmung Reise aus der Vergangenheit geschlagen geben.